# Ортауський сільський округ
Орта́уський сільський округ (каз. Ортау ауылдық округі, рос. Ортауский сельский округ) — адміністративна одиниця у складі Шетського району Карагандинської області Казахстану. Адміністративний центр — село Ортау.
Населення — 342 особи (2021; 597 у 2009, 614 у 1999, 1469 у 1989).
Станом на 1989 рік існувала Ортауська сільська рада (села Босага, Жартас, Ортау, Сарибулак) ліквідованого Агадирського району. 2007 року було ліквідовано село Жартас.

## Склад
До складу округу входять такі населені пункти:
| Населений пункт | Населення, осіб (1989) | Населення, осіб (1999) | Населення, осіб (2009) | Населення, осіб (2021) |
| --------------- | ---------------------- | ---------------------- | ---------------------- | ---------------------- |
| Босага, село    | 227                    | 83                     | 118                    | 45                     |
| Жартас, село    | 212                    | 111                    | -                      | -                      |
| Ортау, село     | 880                    | 342                    | 312                    | 276                    |
| Сарибулак, село | 150                    | 78                     | 167                    | 21                     |